# Eurystomella foraminigera
Eurystomella foraminigera är en mossdjursart som först beskrevs av Walter Douglas Hincks 1883.  Eurystomella foraminigera ingår i släktet Eurystomella och familjen Eurystomellidae. Inga underarter finns listade i Catalogue of Life.